# Enicospilus polemus
Enicospilus polemus är en stekelart som beskrevs av Ian D. Gauld 1982. Enicospilus polemus ingår i släktet Enicospilus och familjen brokparasitsteklar. Inga underarter finns listade i Catalogue of Life.